# Muztagh Ata
Muztagh Ata är ett berg i Kina. Det ligger i den autonoma regionen Xinjiang, i den nordvästra delen av landet, omkring 1 200 kilometer sydväst om regionhuvudstaden Ürümqi. Toppen på Muztagh Ata är 7 546 meter över havet. Berget brukar räknas som en av de lättaste 7000-meterstopparna att bestiga då inga direkta klättermoment krävs.  Bestigningen handlar således mest om brant vandring över glaciärer och snö. Dock är den ändå mycket krävande på grund av syrebristen som råder på dessa höjder, och lång acklimatisering samt mycket god fysisk kondition är grundkrav, såväl som kunskap i glaciärsäkerhet. 
Muztagh Ata ligger i bergsområdet Pamir och är dess näst högsta topp. Trakten runt Muztagh Ata är nära nog obefolkad, med mindre än två invånare per kvadratkilometer.
Genomsnittlig årsnederbörd är 319 millimeter. Den regnigaste månaden är november, med i genomsnitt 81 mm nederbörd, och den torraste är januari, med 5 mm nederbörd.
Svenska Anneli Wester besteg berget solo och i alpin stil 2011. Det var den högsta solobestigningen en svensk någonsin gjort i alpin stil. Hon tältade dessutom på toppen. En bedrift för vilken hon belönades med utmärkelsen ”Årets Äventyrare”.
Sven Hedin gjorde under en av sina expeditioner i Asien flera försök att bestiga Mustagh Ata men nådde inte toppen.